# Bear Island (ö i Irland)
Bear Island är en ö i republiken Irland.   Den ligger i grevskapet County Cork och provinsen Munster, i den sydvästra delen av landet, 300 km sydväst om huvudstaden Dublin. Arean är 20,0 kvadratkilometer.
Terrängen på Bear Island är lite kuperad. Öns högsta punkt är 260 meter över havet. Den sträcker sig 4,3 kilometer i nord-sydlig riktning, och 9,6 kilometer i öst-västlig riktning.